# Libellula jesseana
Espèce
Statut de conservation UICN

VUB1ab(iv) : Vulnérable
Libellula jesseana est une espèce de libellules de la famille des Libellulidae (sous-ordre des Anisoptères, ordre des Odonates). Cette espèce, endémique de Floride (États-Unis), est considérée comme vulnérable par l'UICN.

## Description
Dans sa description de 1922, l'entomologiste américain Edward Bruce Williamson (d) (1877-1933) indique que cette espèce présente les dimensions suivantes :
- abdomen du mâle entre 38 et 40 mm ;
- abdomen de la femelle 35 mm ;
- aile postérieure du mâle 41-43 mm ;
- aile postérieure de la femelle 43 mm ;
- stigma de l'aide antérieure 6-6,8 mm.

## Conservation
Libellula jesseana est menacée en raison de la dégradation de l’habitat liée à la croissance de la population humaine en Floride. Une grande partie de l’habitat est menacée par des processus tels que l’eutrophisation due à la pollution des fosses septiques et des engrais, et l’épuisement des eaux souterraines dû à l’irrigation.
Dans les zones humides dégradées, Libellula auripennis, plus commun, peut supplanter L. jesseana. La tendance démographique à long terme est attendue d’un déclin de 30 à 70 % de la population. Le statut de conservation de cette espèce dans le cadre du NatureServe est gravement en péril.

## Systématique
Le nom valide complet (avec auteur) de ce taxon est Libellula jesseana Williamson (d), 1922,.

## Étymologie
Son épithète spécifique, jesseana, lui a été probablement donnée en l'honneur de Jesse H. Williamson qui a collecté cette espèce entre le 1er mars 1921 et le 24 avril 1921. Au total 4 547 spécimens représentant 65 espèces ont été collectés dont 44 mâles et seulement deux femelles de Libellula jesseana.

## Publication originale
- (en) E. B. Williamson, « Libellulas Collected in Florida by Jesse H. Williamson, with Description of a new Species (Odonata) », Entomological news, and proceedings of the Entomological Section of the Academy of Natural Sciences of Philadelphia, Philadelphie, Inconnu, vol. 33,‎ janvier 1922, p. 13-19 (OCLC 1568007, lire en ligne).